# Григс (округ)
Округ Григс (англ. Griggs County) располагается в штате Северная Дакота, США. Официально образован в 1881 году. По состоянию на 2013 год, численность населения составляла 2296 человека.

## География
По данным Бюро переписи США, общая площадь округа равняется 1 854,442 км2, из которых 1 833,722 км2 — суша, и 8,000 км2, или 1,100 % — это водоемы.

## Население
По данным переписи населения 2000 года в округе проживает 2754 жителя в составе 1 178 домашних хозяйств и 781 семей. Плотность населения составляет 2,00 человека на км2. На территории округа насчитывается 1 521 жилых строений, при плотности застройки около 1,00-го строения на км2. Расовый состав населения: белые — 99,31 %, афроамериканцы — 0,22 %, коренные американцы (индейцы) — 0,15 %, азиаты — 0,15 %, гавайцы — 0,00 %, представители других рас — 0,18 %, представители двух или более рас — 0,00 %. Испаноязычные составляли 0,40 % населения независимо от расы.
В составе 26,70 % из общего числа домашних хозяйств проживают дети в возрасте до 18 лет, 59,30 % домашних хозяйств представляют собой супружеские пары, проживающие вместе, 4,70 % домашних хозяйств представляют собой одиноких женщин без супруга, 33,70 % домашних хозяйств не имеют отношения к семьям, 31,60 % домашних хозяйств состоят из одного человека, 18,60 % домашних хозяйств состоят из престарелых (65 лет и старше), проживающих в одиночестве. Средний размер домашнего хозяйства составляет 2,29 человека, и средний размер семьи 2,88 человека.
Возрастной состав округа: 22,50 % — моложе 18 лет, 4,90 % — от 18 до 24, 21,10 % — от 25 до 44, 25,80 % — от 45 до 64, и 25,80 % — от 65 и старше. Средний возраст жителя округа — 46 лет. На каждые 100 женщин приходится 99,40 мужчин. На каждые 100 женщин старше 18 лет приходится 99,90 мужчин.
Средний доход на домохозяйство в округе составлял 29 572 USD, на семью — 38 611 USD. Среднестатистический заработок мужчины был 26 981 USD против 19 327 USD для женщины. Доход на душу населения составлял 16 131 USD. Около 7,80 % семей и 10,10 % общего населения находились ниже черты бедности, в том числе — 10,00 % молодежи (тех, кому ещё не исполнилось 18 лет) и 10,30 % тех, кому было уже больше 65 лет.